# Susanne Schütz (Diplomatin)
Susanne Schütz ist eine deutsche Diplomatin. Sie ist seit 2023 Botschafterin und Ständige Vertreterin Deutschlands bei der OSZE in Wien.

## Leben
Susanne Schütz begann nach dem Abitur in Düsseldorf 1979 ein Studium der Slawistik, Anglistik und Amerikanistik an der Westfälischen Wilhelms-Universität Münster, das sie an der University of California, Los Angeles (UCLA), Freien Universität Berlin sowie an der Staatlichen Universität Leningrad fortsetzte, und 1988 mit einem Magistra artium (M.A.) an der FU Berlin abschloss. 1988 begann sie ihre Ausbildung für den höheren Dienst an der Aus- und Fortbildungsstätte des Auswärtigen Amtes. Nach Beendigung dieser Ausbildung mit der Laufbahnprüfung war sie 1991 zunächst in der Zentrale des Auswärtigen Amtes tätig und danach ebenfalls 1991 für einige Zeit an der Botschaft in der Sowjetunion. Im Anschluss folgten zwischen 1991 und 1994 Verwendungen an der Botschaft in der Ukraine sowie von 1994 bis 1997 an der Botschaft in Israel, ehe sie zwischen 1997 und 2000 wieder im Auswärtigen Amt tätig war.
Daraufhin war Susanne Schütz von 2000 bis 2003 Mitarbeiterin an der Botschaft in Russland sowie anschließend zwischen 2003 und 2007 im Auswärtigen Amt, ehe sie von 2007 bis 2010 Ständige Vertreterin des Botschafters in der Ukraine war. Im Anschluss fungierte sie zwischen 2010 und 2012 als Leiterin des Referates für Russland, Ukraine, Belarus und Moldau im Auswärtigen Amt sowie danach von 2012 bis 2015 als Leiterin der Politischen Abteilung an der Botschaft in Italien und war im Anschluss zwischen 2015 und 2016 noch Ständige Vertreterin des Botschafters in Italien.
Am 1. Juli 2016 wurde Susanne Schütz Nachfolgerin von Hellmut Hoffmann als Botschafterin in Albanien. Dieses Amt hatte sie bis 2019 inne. Ab dem 1. August 2019 war sie Beauftragte (Unterabteilungsleiterin) in der Politischen Abteilung 2 des Auswärtigen Amtes in Berlin. Ihr Zuständigkeitsbereich umfasste die bilateralen Beziehungen zur Türkei, zur Schweiz, der OSZE, dem Europarat und zu den Staaten des westlichen Balkans. Seit Juli 2023 ist sie Botschafterin und Ständige Vertreterin Deutschlands bei der OSZE in Wien.